# Clayton Michel Afonso
Clayton Michel Afonso, meglio noto come Clayton (Brasilia, 18 luglio 1988), è un calciatore brasiliano naturalizzato hongkonghese, difensore dell'Hillingdon Borough.

## Carriera

### Club
Dal 2010 in poi ha giocato con vari club della massima serie hongkonghese.

### Nazionale
Nel 2021 ha esordito con la nazionale hongkonghese.

## Palmarès

### Club

#### Competizioni nazionali
- Hong Kong Senior Challenge Shield: 3

Tai Po: 2012-2013
Eastern: 2015-2016, 2019-2020
- Coppa di Hong Kong: 2

Eastern: 2013-2014, 2019-2020
- Campionato hongkonghese: 1

Eastern: 2015-2016